# Гостев, Руслан Георгиевич
Русла́н Гео́ргиевич Го́стев (род. 11 января 1945) — российский политический деятель. Депутат Государственной Думы I—VI созывов (1993—2016), член фракции КПРФ. Первый секретарь Воронежского областного комитета КПРФ в 1993—2008 гг.

## Биография
Родился 11 января 1945 года в городе Поти (ныне — Грузия). Окончил школу в Кантемировском районе Воронежской области. В 1964—1967 годах служил в Советской Армии. В 1968—1969 годах — председатель профсоюзного комитета ВГПИ, который окончил в 1970 году по специальности «учитель истории и обществоведения».
В 1969—1976 годах — секретарь, первый секретарь центрального райкома ВЛКСМ Воронежа, секретарь, второй секретарь воронежского обкома ВЛКСМ. В 1976—1993 годах преподавал в вузах Воронежа, работал старшим преподавателем, доцентом, заведующим кафедрой.
В 1990—1991 годах — секретарь воронежского областного комитета КПСС. В 1991—1993 годах — профессор ВГПУ. Доктор исторических наук, автор научных статей, редактор ряда книг и научных сборников. В 1993 году избран членом ЦИК КПРФ. Первый секретарь воронежского обкома КПРФ с момента восстановления деятельности партии.
В декабре 1993 года был избран депутатом Государственной думы первого созыва по списку КПРФ. Гостев Р. Г. также баллотировался по Аннинскому одномандатному избирательному округу Воронежской области, однако уступил Н. В. Паринову от АПР. Был членом комитета по охране здоровья.
В 1995 году избран депутатом Государственной думы второго созыва по Левобережному избирательному округу в Воронежской области. В округе баллотировалось 12 кандидатов, в голосовании приняли участие 64,32 % зарегистрированных избирателей. Гостев занял первое место, набрав 24,04 % голосов. Его главными соперниками по округу были Е. Н. Воробьев, набравший 10,48 % голосов, и С. Ю. Королев с 8,85 %. Член комитета по туризму и спорту. Член комиссии Международной ассамблеи государств — участников СНГ по вопросам культуры, науки, образования и информации.
Был председателем воронежского областного отделения «Народно-патриотического союза России» (НПСР), членом координационного совета НПСР. В 1996 году — доверенное лицо Геннадия Зюганова на президентских выборах в Воронежской области. В апреле 1997 года избран членом ЦК КПРФ. В 1997 году провёл 15-дневную голодовку протеста против невыплат зарплат и пенсий.
В 1999 году избран депутатом Государственной думы третьего созыва по Левобережному избирательному округу в Воронежской области, победив главного конкурента В. А. Давыдкина. Был членом комитета по охране здоровья и спорту.
В 2003 году баллотировался по Павловскому избирательному округу, но проиграл единороссу Н. М. Ольшанскому. Был избран депутатом Государственной думы IV созыва по федеральному списку КПРФ. Был членом комитета по физической культуре и спорту.
В 2007 году избран депутатом Государственной думы V созыва по избирательному списку КПРФ в Красноярском крае. Член комитета по физической культуре и спорту. Член счётной комиссии Госдумы. Член постоянной делегации Федерального собрания РФ в ПАСЕ от Государственной думы. В сентябре 2008 г. оставил пост первого секретаря Воронежского обкома КПРФ.
В 2011 году избран депутатом Государственной думы шестого созыва по избирательному списку КПРФ в Воронежской области. Член комитета по делам национальностей и Счётной комиссии Госдумы.
На выборах в Государственную думу Федерального Собрания РФ VII созыва (2016 год) баллотировался по Павловскому одномандатному избирательному округу № 90, Воронежская область. Занял второе место.
Увлекается спортом, заместитель председателя Воронежской областной федерации хоккея. Вице-президент Союза гандболистов России. Кандидат в мастера спорта. Женат, имеет сына и дочь.